# 庞巴迪挑战者850
庞巴迪挑战者850（英語：Bombardier Challenger 850），是加拿大龐巴迪宇航生产的尺寸最大的超级中型商務噴射機，其原型为50座的龐巴迪CRJ200LR客机。

## 设计与发展
庞巴迪挑战者850由CRJ200客机演变而来，其最大特色為寬大的客艙空間，能够搭载15-19名乘客，最大飞行速度为0.8马赫。
2019年6月26日，挑戰者850隨龐巴迪CRJ系列出售予日本三菱重工，三菱重工將負責挑戰者850未來的售後工作。

## 参数与性能
参考资料：Bombardier website
基本信息
- 机组：2+1 機師
- 容量：16 乘客

性能